# 雅罗斯拉夫·亚努舍维奇
雅罗斯拉夫·沃洛迪米罗维奇·亚努舍维奇（羅馬化：Yaroslav Volodymyrovych Yanushevych；1978年2月7日—），烏克蘭經濟學家、律師、政治家。
2000年畢業於基輔大學金融學專業。2009年畢業於敖德薩大學法學系及國家公共行政學院高級管理學院。
2003年4月至2014年4月，歷任烏克蘭財政部國家金融監督司副司長、烏克蘭國家金融監督委員會副主席、烏克蘭國家稅務局副局長、烏克蘭國家稅務警察局副局長、烏克蘭國家移民局副局長、烏克蘭國家金融監察局副局長。2014年9月至2016年4月，擔任烏克蘭國家無綫電頻率中心執行主任。
2022年8月3日，他被任命為赫爾松州州長。并得到烏克蘭法理上的支持。